# Sela (Osilnica, Slovenija)
Sela je naselje u slovenskoj Općini Osilnici. Sela se nalazi u pokrajini Dolenjskoj i statističkoj regiji Jugoistočnoj Sloveniji. 

## Stanovništvo
Prema popisu stanovništva iz 2002. godine naselje je imalo 74 stanovnika.